# 克拉克斯堡 (麻薩諸塞州)
克拉克斯堡（英語：Clarksburg）是一個位於美國麻薩諸塞州伯克夏縣的鎮。

## 人口
根據2020年美國人口普查的數據，克拉克斯堡的面積為33.30平方千米，當中陸地面積為33.09平方千米，而水域面積為0.21平方千米。當地共有人口1657人，而人口密度為每平方千米50人。